# Valve atrio-ventriculaire gauche
Pour les articles homonymes, voir valve et VM.
La valve atrio-ventriculaire gauche (ou valve mitrale ou valvule mitrale ou valvule bicuspide) est une des quatre valves cardiaques. Elle est située entre l'atrium gauche et le ventricule gauche.

## Terminologie
Dans le Trésor de la langue française informatisé, il est préconisé l'emploi du mot « valvule », la « valve » étant un composé de cette dernière. La plupart des traités de médecine emploie cependant le terme « valve ». Les dictionnaires spécialisés en médecine préconisent également le terme « valve », la « valvule » étant une partie de la valve, ou plus spécifique aux veines.

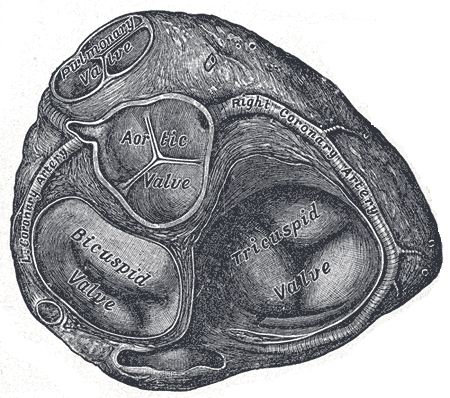
Base des ventricules exposés après ablation des atriums. La valve atrio-ventriculaire gauche est visible en bas à gauche (Bicuspid valve). Gray's Anatomy.

## Historique
André Vésale compare la forme des deux feuillets valvulaires à une coiffe d’Évêque, la mitre, d'où l'adjectif mitral caractérisant la valve. Dans la nomenclature classique, les valvules du  cœur sont des structures constituées de valves, mais dans la nouvelle nomenclature, qui veut rétablir une certaine logique, c'est la valve qui est composée de plusieurs valvules, aussi appelées cuspides.

## Structure
La valve atrio-ventriculaire gauche fait partie de la jonction atrio-ventriculaire gauche. Elle est composée de deux cuspides (ou valvules ou feuillets) : une antérieure et une postérieure . Elles sont attachées sur l'anneau fibreux gauche qui consolide le bord de l'orifice atrio-ventriculaire gauche. A la jonction entre les deux cuspides se trouvent les cuspides commissurales.
Lors de la diastole, en position ouverte, la valve mitrale a un aspect d'entonnoir, avec, chez l'être humain, un diamètre de 32 mm au niveau de l'anneau et de 26 mm au niveau du sommet des valves. La surface mitrale normale est de 4  à   6 cm2 chez l'humain adulte.

### Cuspide antérieure
La cuspide antérieure de la valve atrio-ventriculaire gauche (ou grande valve de la mitrale ou valve droite de la valvule mitrale ou valve interne de la valvule mitrale) est la plus grande des deux cuspides. Elle occupe la moitié supéro-médiale droite de l'orifice atrio-ventriculaire gauche. Elle est reliée sur son bord libre par des cordages tendineux aux muscles papillaires antérieur et postérieur du ventricule gauche,.

### Cuspide postérieure
La cuspide postérieure de la valve atrio-ventriculaire gauche (ou petite valve de la mitrale ou valve gauche de la valvule mitrale ou valve externe de la valvule mitrale) est la cuspide qui occupe la moitié inféro-latérale gauche de l'orifice atrio-ventriculaire gauche. Elle est reliée sur toute sa face pariétale et sur son bord libre par des cordages tendineux aux muscles papillaires antérieur et postérieur du ventricule gauche.

### Cuspides commissurales
Les cuspides commissurales de la valve atrio-ventriculaire gauche sont des languettes accessoires découpées au niveau des incisures séparant les deux cuspides antérieure et postérieure. Il y en a généralement deux : une antéro-latérale et une postéro-médiale.

## Physiologie
La diastole (ou relâchement, par opposition à la systole: contraction) ventriculaire est séparée en trois phases suivant la variation de son volume : successivement, on a une courte phase de relaxation isovolumétrique (ventricule de volume constant et minimal), une phase de remplissage passive du ventricule et une phase de remplissage active par contraction des oreillettes.
Pendant la phase de relaxation isovolumique, les valves aortique et mitrale sont fermées : la pression dans le ventricule chute rapidement. Dès que cette pression devient inférieure à la pression auriculaire, la valve mitrale s'ouvre. Le ventricule se remplit alors rapidement alors que l'oreillette est au repos (remplissage ventriculaire passif lors de la diastole), puis le remplissage ralentit et enfin survient la contraction (systole) auriculaire (remplissage actif).
Cette systole auriculaire contribue d'autant plus au remplissage que la fréquence cardiaque est élevée. Son rôle est particulièrement important en cas d'obstacle à l'écoulement du flux sanguin entre les oreillettes et les ventricules comme lors du rétrécissement mitral. Dans ce dernier cas, l'obstacle mécanique se traduit sur le plan hémodynamique par l'apparition d'un gradient de pression diastolique plus important entre l'oreillette et le ventricule gauche. Ce gradient est d'autant plus élevé que la surface valvulaire est basse et d'autant plus élevée que le débit traversant l'orifice sténosé est élevé. La mesure de cette différence de pression entre l'oreillette gauche et le ventricule gauche durant la diastole permet ainsi d'estimer la surface de la valve mitrale par la formule de Gorlin.

## Rôles de la valve atrio-ventriculaire gauche

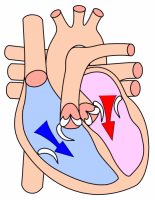
Systole auriculaire : à droite sur le schéma, le sang passe de l'oreillette gauche vers le ventricule gauche à travers la valve mitrale ouverte

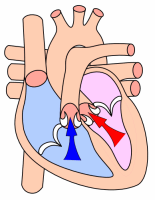
Systole ventriculaire : à droite sur le schéma, la valve mitrale se ferme afin d'empêcher le reflux du sang vers l'oreillette gauche

La valve mitrale a deux rôles bien distincts:
- Elle assure la perméabilité et la continence entre l'oreillette gauche et le ventricule gauche lors des différents mouvements de la révolution cardiaque (systole et diastole);

- Elle participe activement à la contraction ventriculaire gauche grâce à l'action des piliers musculaires et des cordages. Ainsi lors de la contraction du ventricule gauche, les piliers musculaires prolongés par les cordages prennent appui sur les valvules ce qui augmente l'efficacité contractile du muscle cardiaque.

La valve mitrale assure un rôle de valve anti-retour entre l'oreillette gauche et le ventricule gauche, imposant un sens unique à la circulation du sang. Ainsi au niveau du cœur gauche lors d'une révolution cardiaque, le sang peut passer normalement de l'oreillette gauche vers le ventricule gauche puis du ventricule gauche vers l'aorte.
Une valve mitrale fonctionnant normalement a donc pour rôle d'assurer la perméabilité et la continence auriculo-ventriculaire:

- Lors de la diastole ventriculaire (remplissage passif) puis de la systole auriculaire (remplissage actif), elle doit permettre, en s'ouvrant suffisamment, le passage du flux sanguin de l'oreillette gauche vers le ventricule gauche;

- Lors de la systole ventriculaire, elle doit empêcher, en se refermant correctement, le sang de passer de façon rétrograde du ventricule vers l'oreillette. Le sang contenu dans le ventricule gauche devant être expulsé vers l'aorte à travers la valve aortique. Afin d'éviter l'éversion, la valve atrio-ventriculaire gauche est attachée via les cordages tendineux au muscles papillaires.

## Aspects cliniques

### Techniques d'exploration

Mouvements de la valve mitrale en échocardiographie tridimensionnelle

La valve mitrale est une structure fine et mobile et demandant par conséquent une définition spatio-temporelle importante pour bien être analysée.
- La radiographie du thorax ne permet pas de visualiser les valves sauf si elles sont calcifiées. Elle permet de voir le retentissement d'une atteinte valvulaire sur la taille des cavités cardiaques (modification de la taille du cœur ou de ses contours).
- L'angiographie, par injection d'un produit de contraste directement dans le ventricule gauche, est un examen invasif. Il ne permet pas de visualiser directement la valve mais permet de détecter et de quantifier une fuite sur cette dernière.
- L'angiographie peut être couplée à une exploration hémodynamique: mesure des pressions dans les cavités et mesure du débit. La mesure de la pression du ventricule gauche ne présente pas de difficulté théorique: une sonde creuse et souple est amenée par voie rétrograde jusque dans le ventricule gauche sous contrôle radiologique. Cette sonde est ensuite reliée à un capteur de pression. L'accès de l'oreillette gauche est beaucoup plus complexe: elle ne peut être abordée par voie gauche rétrograde (en remontant le flux du courant sanguin), l'orifice de la valve mitrale étant à près de 180° de l'orifice aortique. On se contente le plus souvent de prendre la pression au niveau du capillaire pulmonaire, le cathéter étant poussé par voie droite dans l'oreillette droite, le ventricule droit, puis dans l'artère pulmonaire jusqu'à sa distalité. La pression obtenue est alors superposable à la pression de l'oreillette gauche.
- L'examen clé reste l'échocardiographie. Il s'agit d'une technique simple d'imagerie par ultrasons. Cet examen permet de visualiser les deux valvules (petite et grande), d'en analyser l'aspect et la mobilité. Le doppler cardiaque, en analysant la vitesse du sang à travers l'orifice valvulaire, permet d'en évaluer la surface de son orifice, de visualiser une fuite, d'en analyser son mécanisme et d'en obtenir une quantification approximative. Dans certains cas, l'examen peut être complété par une échographie transœsophagienne: la sonde d'échographie est alors située à l'extrémité d'un endoscope souple qu'avale le patient. La définition de l'image est alors bien meilleure.
- L'imagerie par résonance magnétique (IRM) ou le scanner (TDM) cardiaque n'ont pas une définition temporelle suffisante pour bien analyser la valve.

### Maladies

#### Acquises
La valve mitrale est à l'origine de certaines maladies (les valvulopathies mitrales) lorsqu'elle n'assure plus ses différentes fonctions.
- Le rétrécissement mitral, secondaire à un rhumatisme articulaire aigu, est une maladie devenue rare. Il est défini par une surface mitrale inférieure à 2 cm2, à partir de laquelle apparaissent des modifications hémodynamiques. Il crée ainsi un barrage au remplissage du ventricule gauche.
- L'insuffisance mitrale est une atteinte beaucoup plus fréquente et a de nombreuses causes dont le prolapsus de la valve mitrale.